# کودوی بزرگ
کودوی بزرگ (نام علمی: Tragelaphus strepsiceros) نام یک گونه از سرده بزآهو است.
کودوی بزرگ یک بز کوهی بزرگ جنگلی است که در سراسر آفریقای شرقی و آفریقای جنوبی یافت می‌شود. علیرغم اشغال چنین قلمرو گسترده‌ای، به دلیل کاهش زیستگاه، جنگل‌زدایی و شکار غیرقانونی، جمعیت آنها در بیشتر مناطق پراکنده است. کودوی بزرگ یکی از دو گونه‌ای است که معمولاً به نام کودو شناخته می‌شود، دیگری کودوی کوچک، T. imberbis است.

## ریشه‌شناسی
کودو (تلفظ: /ˈku:du:/)، یا کودوو، نام خوئی‌خوئی برای این بز کوهی است. پیشوند Trag- (یونانی) به معنای بز و elaphos (یونانی) به معنای گوزن است. Strepho (یونانی) به معنای 'پیچاندن' و strepsis به معنای 'پیچش' است. Keras (یونانی) به شاخ حیوان اشاره دارد.

## ویژگی‌های فیزیکی
کودوهای بزرگ بدنی باریک با پاهای بلند دارند و رنگ پوشش آنها می‌تواند از خاکستری مایل به قهوه‌ای/آبی تا قهوه‌ای مایل به قرمز متغیر باشد. آنها بین ۴ تا ۱۲ نوار سفید عمودی در امتداد بدن خود دارند. رنگ سر معمولاً تیره‌تر از بقیه بدن است و یک علامت V شکل سفید کوچک بین چشم‌ها نشان می‌دهد. نرهای کودوی بزرگ معمولاً بسیار بزرگتر از ماده‌ها هستند و صداهای بیشتری تولید می‌کنند، از جمله غرغرهای آهسته، نوک زدن، زمزمه کردن و نفس نفس زدن. نرها همچنین ریشی در امتداد گلو و شاخ‌های بزرگ با دو و نیم پیچ دارند که اگر صاف شوند، به‌طور متوسط به طول ۱۲۰ سانتی‌متر (۴۷ اینچ) می‌رسند، و رکورد آن ۱۸۷٫۶۴ سانتی‌متر (۷۳٫۸۷ اینچ) است. شاخ‌ها با کمی فاصله از سر به سمت عقب متمایل می‌شوند. رشد شاخ‌ها تا زمانی که نر بین ۶ تا ۱۲ ماهه شود شروع نمی‌شود. شاخ‌ها اولین چرخش مارپیچی را در حدود ۲ سالگی تشکیل می‌دهند و تا ۶ سالگی به دو و نیم چرخش کامل نمی‌رسند؛ گاهی ممکن است حتی ۳ دور کامل نیز داشته باشند.
کودوی بزرگ یکی از بزرگ‌ترین گونه‌های بز کوهی است و کمی کوچکتر از بونگو است. وزن نرها ۱۹۰–۲۷۰ کیلوگرم (۴۲۰–۶۰۰ پوند)، با حداکثر ۳۱۵ کیلوگرم (۶۹۴ پوند) است و ارتفاع آنها در شانه تا ۱۶۰ سانتی‌متر (۶۳ اینچ) می‌رسد. گوش‌های کودوی بزرگ بزرگ و گرد هستند. وزن ماده‌ها ۱۲۰–۲۱۰ کیلوگرم (۲۶۰–۴۶۰ پوند) است و ارتفاع آنها در شانه به اندازه ۱۰۰ سانتی‌متر (۳۹ اینچ) می‌رسد؛ آنها بدون شاخ، بدون ریش و بدون علائم روی بینی هستند. طول سر و بدن ۱۸۵–۲۴۵ سانتی‌متر (۶٫۰۷–۸٫۰۴ فوت) است که دم می‌تواند ۳۰–۵۵ سانتی‌متر (۱۲–۲۲ اینچ) دیگر به آن اضافه کند.